# Baao
Baao (Bayan ng Baao) är en kommun i Filippinerna. Kommunen ligger på ön Luzon, och tillhör provinsen Camarines Sur. Folkmängden uppgår till 58 849 invånare (folkräkning 2015).

## Barangayer
Baao är indelat i 30 barangayer.
| - Agdangan Pob. (San Cayetano) - Antipolo - Bagumbayan - Caranday (La Purisima) - Cristo Rey - Del Pilar - Del Rosario (Pob.) - Iyagan - La Medalla - Lourdes - Nababarera - Sagrada - Salvacion - Buluang (San Antonio) - San Francisco (Pob.) | - San Isidro - San Jose (Pob.) - San Juan - San Nicolas (Pob.) - San Rafael (Ikpan) - Pugay (San Rafael) - San Ramon (Pob.) - San Roque (Pob.) - San Vicente - Santa Cruz (Pob.) - Santa Eulalia - Santa Isabel - Santa Teresa (Viga) - Santa Teresita - Tapol |